# 크로스 FM
크로스 FM(CROSS FM)은 일본의 FM 라디오 방송국으로 후쿠오카현에서 방송을 실시하고 있다.
애칭은 CROSS FM, 호출 부호는 JORV-FM이다.

## 개요

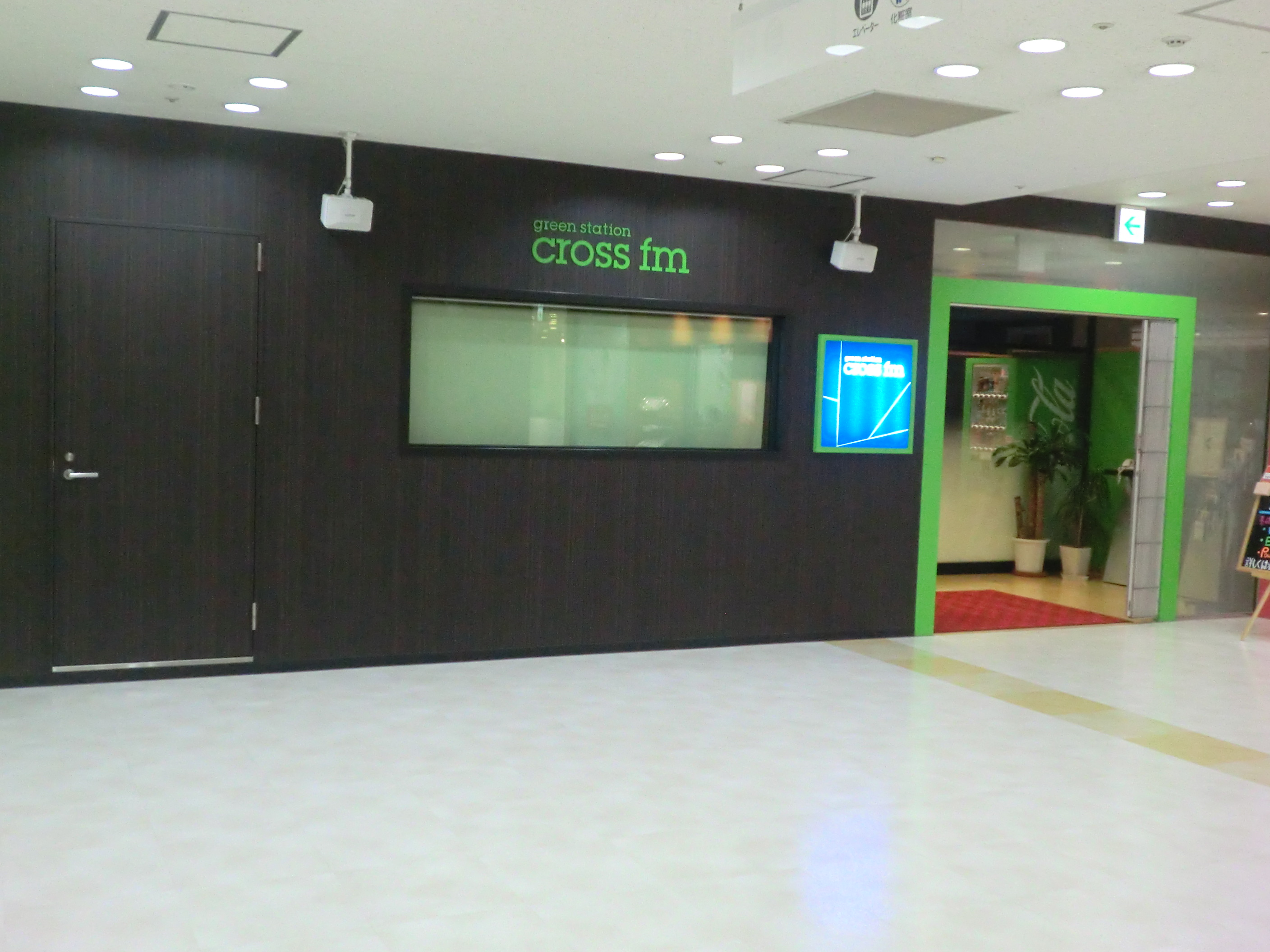
CROSS FM본사

- FM규슈에서 방송권을 승계받아 만들어진 방송국이다.
  - 주식회사 FM규슈는 설립한 이후 적자가 해소되지 못했으며 당초 10억엔 정도 있던 자본금도 적자 해소를 위해 사용하면서 폐사당시에는 1억엔 정도로 줄어들었다.
  - 상황이 이렇게 되자 2008년 5월 7일에 주식회사 FM규슈는 2007년도 결산을 근거로 자력 경영 재건이 곤란하게 되었다고 밝히면서 별도의 회사에 사업을 양도해 회사를 청산하겠다고 발표했고 이에 따라 도쿄의 투자회사 넥스트 캐피탈 파트너즈를 중심으로 한 여러회사[1]를 중심으로 2008년 4월에 주식회사 크로스 FM이 설립되었다.
  - 이렇게해서 설립된 주식회사 크로스 FM은 2008년 6월 23일에 일본 총무성 규슈 종합 통신국으로부터 FM규슈의 방송면허승계를 허가받은 뒤 7월 1일 오전 0시를 기해 주식회사 FM규슈에게 방송 사업을 계승받았으며, 그 후 주식회사 FM규슈는 청산되었다.

## 주파수
| 방송국 · 중계국 | 주파수  | 출력 | 비고                          |
| --------------- | ------- | ---- | ----------------------------- |
| 후쿠오카 송신소 | 78.7MHz | 3㎾  |                               |
| 기타큐슈 송신소 | 77.0MHz | 250W | 일본 방송법상 중계국으로 취급 |
| 구루메 중계국   | 86.5MHz | 30W  |                               |
| 유쿠하시 중계국 | 87.2MHz | 30W  |                               |
| 오무타 중계국   | 87.8MHz | 30W  | 국제용도 청취가능             |

## 후쿠오카현에 있는 다른 방송국

### 텔레비전 방송국
- NHK 후쿠오카 방송국(후쿠오카 · 지쿠고 지역 관할)
- NHK 기타큐슈 방송국(기타큐슈 · 지쿠호 지역 관할)
- 규슈 아사히 방송(KBC)(라디오 방송국 겸영, TV는 TV 아사히 계열국, 라디오는 NRN계열국)
- RKB 마이니치 방송(RKB)(라디오 방송국 겸영, TV는 도쿄 방송 계열국, 라디오는 JRN계열국)
- 후쿠오카 방송(FBS)(니혼 TV 계열)
- TVQ규슈방송(TVQ)(TV 도쿄 계열)
- TV 니시닛폰(TNC)(후지 TV 계열)

### 라디오 방송국
- FM후쿠오카(JFN 계열)
- 러브 FM (일본)(MegaNet 계열)

## 같이 보기
- FM규슈 - 2008년 6월 30일까지 방송사업 실시.